# E23

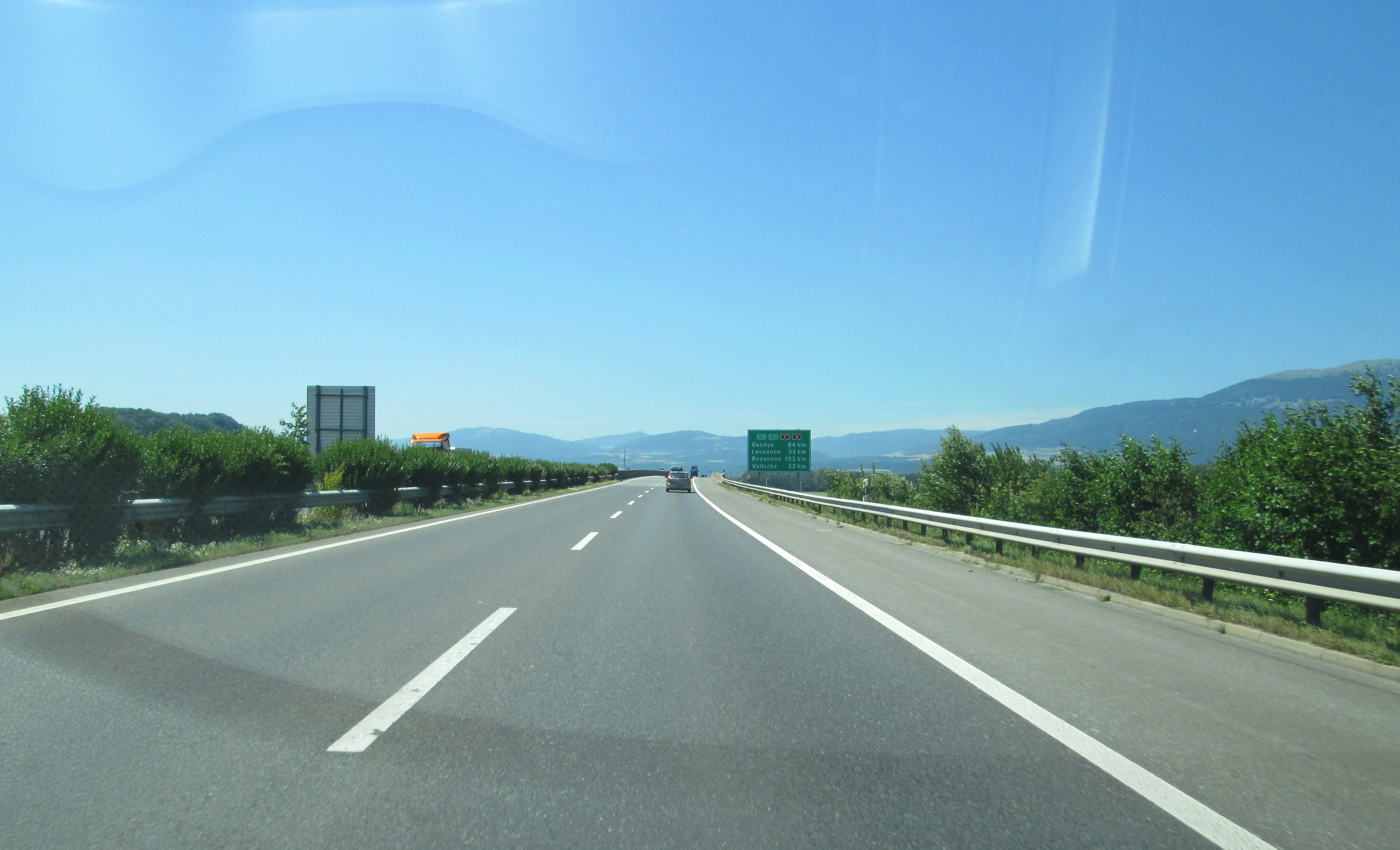
E23 i riktning mot bland annat Lausanne.

E23 eller Europaväg 23 är en europaväg som börjar i Metz i Frankrike och slutar i Lausanne i Schweiz. Längd 390 kilometer.

## Sträckning
Metz - Nancy - Epinal - Besançon - (gräns Frankrike-Schweiz) - Vallorbe - Lausanne

## Standard
Vägen är mest landsväg, och är motorväg kortare sträckor.

## Anslutningar till andra europavägar
| - E50 - E25 - E21 gemensam sträcka - E512 |  | - E54 - E60 - E25 igen - E62 |